# Новолето (Маса-Карара)
Новолето је насеље у Италији у округу Маса-Карара, региону Тоскана.
Према процени из 2011. у насељу је живело 3 становника. Насеље се налази на надморској висини од 225 м.